# NGC 873
NGC 873 é uma galáxia espiral (Sc) localizada na direcção da constelação de Cetus. Possui uma declinação de -11° 20' 55" e uma ascensão recta de 2 horas, 16 minutos e 32,3 segundos.
A galáxia NGC 873 foi descoberta em 27 de Novembro de 1785 por William Herschel.